# Asunto de dos
«Asunto De Dos» es una canción interpretada por la cantante mexicana Paulina Rubio,  publicada como el cuarto y último sencillo de su segundo álbum de estudio, 24 Kilates, el 4 de junio de 1994 por EMI Latin. Fue uno de los únicos dos temas del álbum escrito por José Ramón Flórez y Fredi Marugán. Se trata de una canción pop-rock con un ritmo marcado por la batería, acompañada de guitarras, teclados y voces de un coro. La canción ha recibido críticas favorables y, comercialmente, se ubicó dentro del top veinte de las canciones más escuchadas en México en la lista mensual publicada por la legendaria revista Notitas Musicales. 
El video musical de «Asunto De Dos» fue dirigido por Tito Lara y muestra una versión más moderna y sofistica de Paulina Rubio, con looks propios de la época y maquillaje menos cargado en comparación a sus trabajos anteriores. La cantante realizó varias presentaciones de la canción en programas de televisión y en directo, incluyendo en su serie de espectáculos en el centro nocturno El Patio en 1994.

## Formatos
| Sencillo en CD |                 |          |  |
| N.º            | Título          | Duración |  |
| 1.             | «Asunto De Dos» | 03:44    |  |

## Posicionamiento
| Listas                     | Mejor posición |
| -------------------------- | -------------- |
| México (Notitas Musicales) | 12             |